# Stefan Van Dender
Stefan Van Dender (4 juni 1977) is een Belgische voetballer. Hij speelt als verdediger, meer bepaald als linksachter. Hij is sinds januari 2025 actief als assistent-coach bij Jong Genk.

## Spelerscarrière
Stefan Van Dender begon als kind op zijn zesde met voetballen bij KSC Lokeren. Hij doorliep er alle jeugdreeksen, tot hij in 1996/97 ook in het eerste elftal debuteerde in Eerste Klasse als middenvelder. Hij speelde er een 80-tal wedstrijden in 6 seizoenen op het hoogste niveau. Na slepende blessures werd zijn contract daar uiteindelijk niet meer verlengd. Hij speelde daarna een seizoen voor SWI Harelbeke en KMSK Deinze in Tweede Klasse. In 2006 ging hij voor de Nederlandse amateurclub SV Hoek spelen. In 2007/08 keerde hij terug naar België, naar derdeklasser Eendracht Aalst. Daar speelde hij twee jaar, maar door vele blessures kwam hij nog weinig in actie. Vanaf het seizoen 2009/2010 zal hij uitkomen voor derdeklasser SV Sottegem.

## Trainerscarrière
Na afloop van zijn carrière als speler werd Van Dender hoofdtrainer. Hij was coach van amateurclubs KFC Sporting Sint-Gillis-Waas, SK Lokeren Doorslaar en Avanti Stekene. Begin 2025 werd hij door ex-ploegmaat Johan Van Rumst gevraagd om zijn assistent te worden toen deze hoofdcoach werd van Jong Genk (de beloften van profclub KRC Genk actief in de Eerste klasse B).